# 貿易摩擦
貿易摩擦（ぼうえきまさつ）とは、特定国に対する輸出・輸入の急速な変化から起きる問題のこと。貿易戦争（ぼうえきせんそう）とも呼ばれる。特定商品（たとえば、繊維や自動車）の競争力の差から、輸入が急増すると同時に国内の同産業に減産・失業・倒産などが起こることのほか、貿易相手国との経常収支の不均衡が国内経済に悪影響を及ぼすと信じられることから両国間に摩擦が生じることなどをいう。広義には、投資摩擦を含めて論じられることもある。
貿易摩擦の状態の継続により、貿易全体や投資、経済政策の進め方などにおいても、対立や構想などが生じる状態を「経済摩擦」と呼ぶ。
国際間の貿易問題を解決する国際協定に、関税貿易一般協定（GATT）がある。1995年1月にはGATTを発展させた形で、世界貿易機関（WTO）が発足した。GATTとWTOの違いは、モノだけでなくサービスや知的所有権などを対象とした貿易の自由化の推進と「貿易裁判所」的な立場をさらに強化した点にある。

## 解説
貿易摩擦が起こるのは、輸入される製品が国産品と競合する場合である。国内にも生産者がいるため、輸入品の方が安いといったケースでは市場を奪われる国内生産者から反発の声が高まりやすい。しかし、なぜそれでも輸入するかといえば、最終的には消費者がより安い品を求めるからだといえる。
競合する外国製品の輸入は国内の生産者にとってはできれば禁止してほしいものであるが、国内の消費者から見ると、選択の幅が広がり、競争が促進されることでよりよい品をより安く買える可能性が高まるという利点もある。
このように交易の点で国際貿易の拡大は国内消費者に大きな利便（便益）をもたらすが、しばしば貿易摩擦が政治問題化するのは業態転換（農作物では作付転換）や就労者の職種転換が交易条件の変化に即応することが容易ではないためである。生産者や国内産業を保護する目的で緊急輸入制限が実施される場合がある。
貿易摩擦は、輸出量を自主的に抑えるか、または輸出から現地での直接生産に切り替えることで解消される。
もっとも、多国籍企業にとってはウルグアイラウンドの関税引き下げや世界貿易機関による規制緩和の法が収穫であった。
第3回世界貿易機関閣僚会議の失敗から、駆け引きは二国間の自由貿易協定や経済連携協定により行われるようになった。

## 貿易摩擦の歴史
日本ではしばしば日米貿易摩擦を中心に論じられる（後述)。
きっかけは1970年代アメリカのスタグフレーションである。合衆国は外需、もっといえば大衆に還元できるような利潤を必要としていた。そこで講じられる手段を日米貿易摩擦に限る理由はなく、摩擦は欧州諸共同体とも農産物・特許等をめぐり激しいものを展開した。資本の自由化が日米欧州三極間（特にフランス）で進行し、ミューチュアル・ファンドをばらまくメガバンクが世界展開した。
比較的未開拓のアジア市場は21世紀となってからグローバル化の洗礼を受けた。まず米韓自由貿易協定が結ばれた。米中の間でも、貿易・投資における障壁、中国の最恵国待遇（MFN）、中国のWTO加盟、といった問題を中心に摩擦が激化してきている。韓国のようにあっさりといかないのは、中国と接するカザフスタンなどの中央アジア諸国でロシア・欧州の利権がもともと交錯しており、さらに中国がロシア・欧州の製品輸出先となっているからである。この構造は露清銀行とインドシナ銀行が競り合った近現代とさほど変わってはいない。

## 貿易摩擦の原因と理論

### 教科書における貿易摩擦
貿易摩擦は、過去の日米貿易摩擦の例を見るように重大な国際関係であるが、国際経済学の標準的教科書にはこの話題はほとんど登場ない。たとえば、ポール・クルーグマンとオブズフェルトの『国際経済学』(上)貿易編(原著第8版)には、「貿易摩擦」という項目は、目次にも索引にも登場しない。原著(第8版)を調べてみると、"trade friction"と"friction"単独がそれぞれ一回表れる。"conflicts" という単語は17回登場するが、"trade conflicts"という組合せの用例はない。日本の標準的教科書のひとつ大山道広『国際経済学』(培風館、2011)には「貿易摩擦」が索引に上がっているが、当該ページ(p.80)には「日本をめぐる貿易摩擦の中でしばしばいわれてきたように」という形での引用であり、主題として取り上げたものではない。大学院レベルの標準的教科書であるFeenstraのAdvanced International Tradeにも、本文中には"trade friction", "trade conflict" という語は登場しない。 
例外として、竹森俊平『国際経済学』(東洋経済新報社、1995)と佐藤秀夫『国際経済/理論と現実』(ミネルヴァ書房、2007)がある。竹森『国際経済学』の第8章は「通商摩擦と通商交渉」と題され、第4節では「貿易紛争の多発化」が説明されている。佐藤『国際経済』では、摩擦緩和措置としての輸出自主規制、貿易摩擦解消目的の国際直接投資(FDI)などに触れられている。

### 貿易摩擦の原因
貿易摩擦が生ずる原因については、なにを貿易摩擦とするか、どの領域で摩擦が起きているかにより、当然ながら原因もことなる。
- 特定製品の輸入急増により当該産業が影響を受ける場合(減産・倒産、失業)

繊維摩擦、鉄鋼摩擦、自動車摩擦などでは、日本からアメリカへの輸出がアメリカの当該産業の衰退を加速したことから、貿易摩擦が起こった。
- 2国間の貿易収支の大きな不均衡

東アジア(とくに中国)の大きな貿易収支黒字は、東アジアとアメリカとの貿易摩擦を引き起こしている。

### 貿易摩擦の分析理論
貿易摩擦がなぜ起こるかについては、現在のところ、十分な理論はない。根岸隆は、2001年の著書Development of International Trade Theory「貿易の利益の証明は、生産要素が国内経済で完全にかつ効率的に雇用されていることを暗に仮定している」(p.147)と指摘している。Heid and Larch は「貿易自由化の厚生効果の定量化は国際貿易おけて中核的問題の一つである。既存の枠組みは用の完全労働市場を前提にしており、したがって総雇用量の変化という厚生効果を無視している」と指摘している。通常の貿易理論は、各国の完全雇用(一般均衡)を前提に組み立てられており、貿易摩擦の主要な要因のひとつである失業問題を主題とできていない。ハロッドは、「古典学派の理論の欠陥は、...その論理がいかなる場合においても完全雇用が維持せられるという仮定を要求するという事実に基づく」(p.213)と指摘し、その著の第7章・第8章において主として「失業と国際貿易との関係」を検討したが(p.134)、このような分析は現在でも珍しい。

### 国際収支
輸出額（外国に売った額）から輸入額（外国から買った額）を引いた差額がプラスの場合は貿易黒字、マイナスの場合は貿易赤字と呼ばれるが、貿易の黒字・赤字に利益や損失という意味はない。貿易赤字国が「A国との貿易でわが国は巨額の損失を被った」と主張することがあるが、貿易赤字がいかに巨額であってもそのこと自体はその国が損をしたことを意味するものではない。また、かならずしも無理に2国間の貿易黒字・赤字を解消する理由もない。
貿易不均衡とは基本的に一国全体の貯蓄と投資の不均衡に過ぎない。貿易赤字は「悪い」ことであり、その原因は自国の国際競争力の弱さや、貿易相手国の市場の閉鎖性にあるという考えは経済学的には完全な誤りである。こうした考えは常に有害で危険な対外経済政策に結びつき、貿易摩擦・貿易戦争をもたらしてきた。
もっとも、貿易赤字が発生すれば、貿易黒字国との間で必ず貿易摩擦が起きるというものではない。例えば、日本とサウジアラビアなど産油国との貿易では、日本が赤字で産油国は黒字である。だからといって、黒字国である産油国に対して「内需拡大や市場開放を促進して、もっと日本製品を買うべきだ」といった要求が日本から出てはいない。日本は国内ではほぼ採れない原油を産油国から輸入しているのであり、それによって誰も困らないからである。もっとも、かつてはエネルギー資源として石油と代替性を持つ石炭が日本で採掘していた経緯があり、原油が輸入されることによって競争にさらされ、合理化（人員削減）に晒された炭鉱労働者の中から過激な労働争議が発生した（炭鉱騒動）。近年では坑内掘り炭鉱として日本で稼行しているのは、釧路コールマインのみであり、反対運動は見られない。
アメリカと日欧（とくにドイツ）では産業構造が似ており、鉄鋼、造船、半導体、自動車のあらゆる局面で、しばしば貿易摩擦が発生した。ここでは、加工貿易国と資源国との間の交易とは別の要素（産業内競争）が働いており、特に企業間での競争を有利に導くための安値販売攻勢（ダンピング）に対しては、不公正貿易として関税を課すことができると国際合意されている。ここで問題とされるのは、国際収支の不均衡ではなく、独占禁止法理における不当廉売である。

## 事例

### 阿片戦争
イギリスと清（中国）との間に起きた阿片戦争は、貿易摩擦の極端な表れ（貿易戦争）だといえる。当時、イギリスでは上流階級のみならず、庶民の間でも茶を飲む風習が広まっており、清から茶などを輸入していた。一方、清はイギリスからほとんど何も買わなかったので、両国の貿易ではイギリスが赤字で清は黒字であった。これを問題視して、赤字を解消しようとして実施されたのが、当時イギリスの植民地であったインドで栽培したアヘンの密貿易であった。
アヘン中毒が蔓延して、清がアヘン取締りに乗り出すと、イギリスではアヘン商人が「わが国の国益が損なわれる」として、議会に働きかけた。ウィリアム・グラッドストンは「こんな恥ずべき戦争は、イギリスの歴史に残る汚点となる」といって批判したが、投票の結果、わずかな票差で開戦が決定された。香港が長くイギリス領だったのは、阿片戦争の結果（南京条約のため）である。また、日本の下関戦争も貿易摩擦から起きたものであった。

### 日米貿易摩擦
日本の経済成長と技術革新に裏打ちされた国際競争力の強化によって、アメリカに大量の日本製品が流入した。このため日米間では、以下の製品群において日米間の激しい貿易摩擦が起こった。アメリカ政府の強い要請を受けて日本政府は、自主規制などを日本側輸出企業に求めた。
- 1960年代後半の繊維製品
- 1970年代後半の鉄鋼製品
- 1980年代のカラーテレビやVTRをはじめとする電化製品・自動車・半導体
- 1990年代のハイテク摩擦(L.タイソンの原著の副題から[11])

日本では、1970年代以降日本車の海外輸出超過によって、アメリカ合衆国のアメリカ車製造に影響を与えたとして、政治問題となった。日本では「日米自動車摩擦」と呼んでいたが、アメリカでは端的に「デトロイト問題」と呼んでいた（デトロイトには自動車産業が集中していた）。摩擦のピークは1980年代であった。
アメリカ側は、日本に対して牛肉やオレンジなどの農産物の輸入拡大を求めたほか、内需拡大や市場開放をも迫った（これを背景に日本航空はボーイング747を113機も導入し、旅客機維持費が経営を圧迫して、破綻の一因となる）。また、一部のアメリカの労働者は、抗議活動の一環として日本車を破壊するパフォーマンスを行った。
その後、日本の自動車産業は輸出販売を削減し、現地の雇用に悪影響を与えにくいとされる、海外現地生産に主力を置くようになった。
半導体分野では日米半導体協定を締結し、日本側は後に「半導体敗戦」を迎えた。

### 米中貿易摩擦
2016年に誕生した第1次ドナルド・トランプ大統領は、アメリカの貿易赤字の解消を目標に掲げ、2017年には中華人民共和国を対象にスーパー301条の適用を検討し始めたほか、2018年3月には鉄鋼・アルミニウム製品の輸入が国家安全保障上の問題となっているとの理由で通商拡大法232条を適用して日本を含む各国製品に対し追加関税措置を発動させた。
その後、中国との間では追加関税の報復合戦が行われている（詳細は米中貿易戦争の項を参照のこと）。
米中間の貿易摩擦は両国間の直接的な関税引き上げにとどまらず、グローバル・バリューチェーンを通じて第三国に広範な波及効果をもたらすことが確認されている。特に、日本の多国籍企業においては、在中現地法人の活動変化が国内親会社の財務指標や株価に影響を与えるなど、サプライチェーンを介した連鎖的な影響が生じた。これらの経験から、日本は輸出に含まれる付加価値の循環性を踏まえたリスク管理の必要性を認識し、対外ショックへの対応力を強化する教訓を得ている。